# Nossa Senhora da Graça (Vemasse Vila)

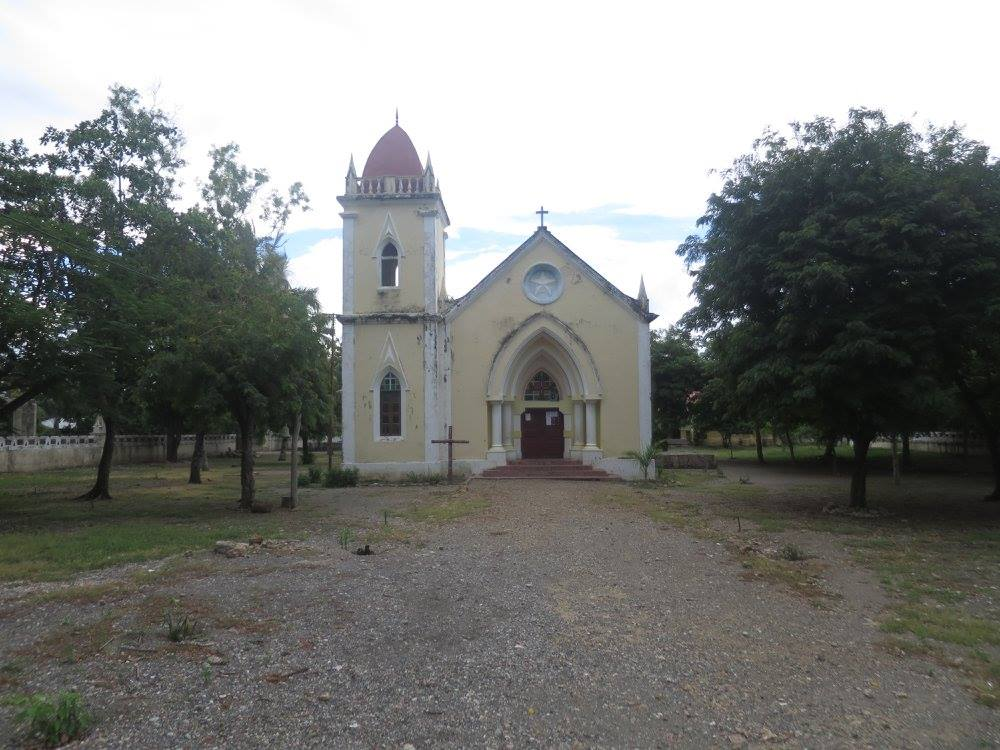
Die Kirche (2016)

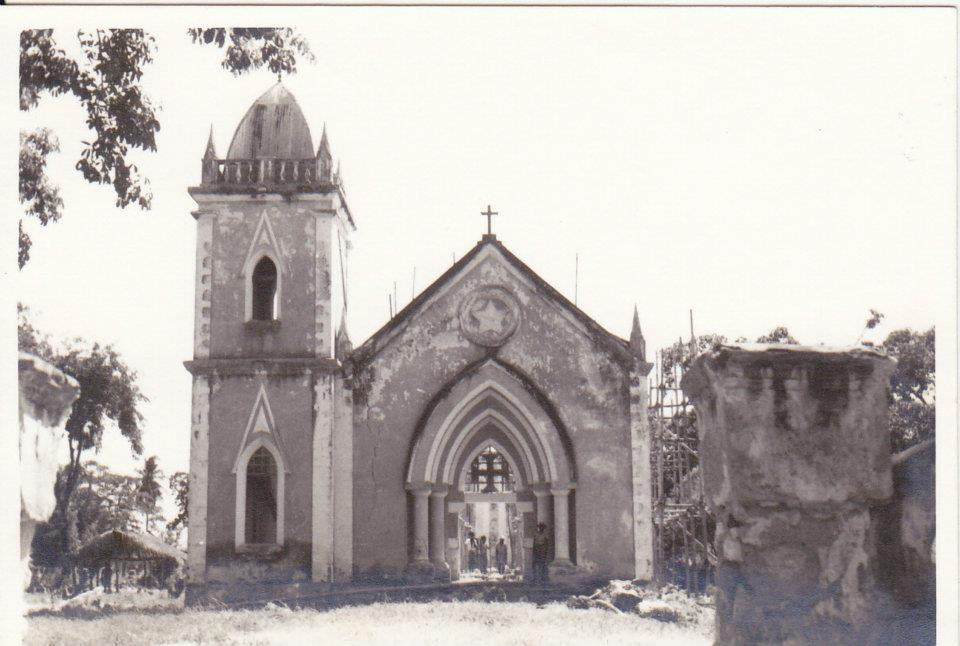
Während des Wiederaufbaus (1970)

Die Nossa Senhora da Graça von Vemasse Vila (deutsch Unsere Liebe Frau der Gnade) ist die römisch-katholische Pfarrkirche der osttimoresischen Pfarrei im Ort Vemasse (Aldeia Betulale, Sucos Bobonaro, Verwaltungsamt Bobonaro, Gemeinde Bobonaro). Sie liegt im Westen des Ortes, nahe dem Fluss Vemasse und gehört zum Bistum Baucau.
Die Kirche wurde im Zweiten Weltkrieg zerstört und 1970 wieder aufgebaut.